# L'Est Republicain
L'Est Républicain é um jornal diário francês regional, sediado em Nancy.  Foi primeiramente vendido em nas regiões da Lorena e Franche-Comté.
Pertence ao grupo Est Medias França, que também é proprietária do jornal La Liberté de l'Est e Les Dernières Nouvelles de Alsace.

## História
L'Est Républicain foi criado em 1889 por Léon Goulette, republicano francês em razão do anti-Boulangismo.
O jornal foi fechado em 1941 , quando a França estava sob a ocupação alemã  durante o  Segunda Guerra Mundial, tendo sido reestabelecido em 1946.
Em 23 de setembro de 2006, L'Est Républicain publicou uma reportagem sobre a possível morte de Osama Bin Laden.
O diário teve uma circulação de 180.000 cópias em 2009.